# Jozef Regec

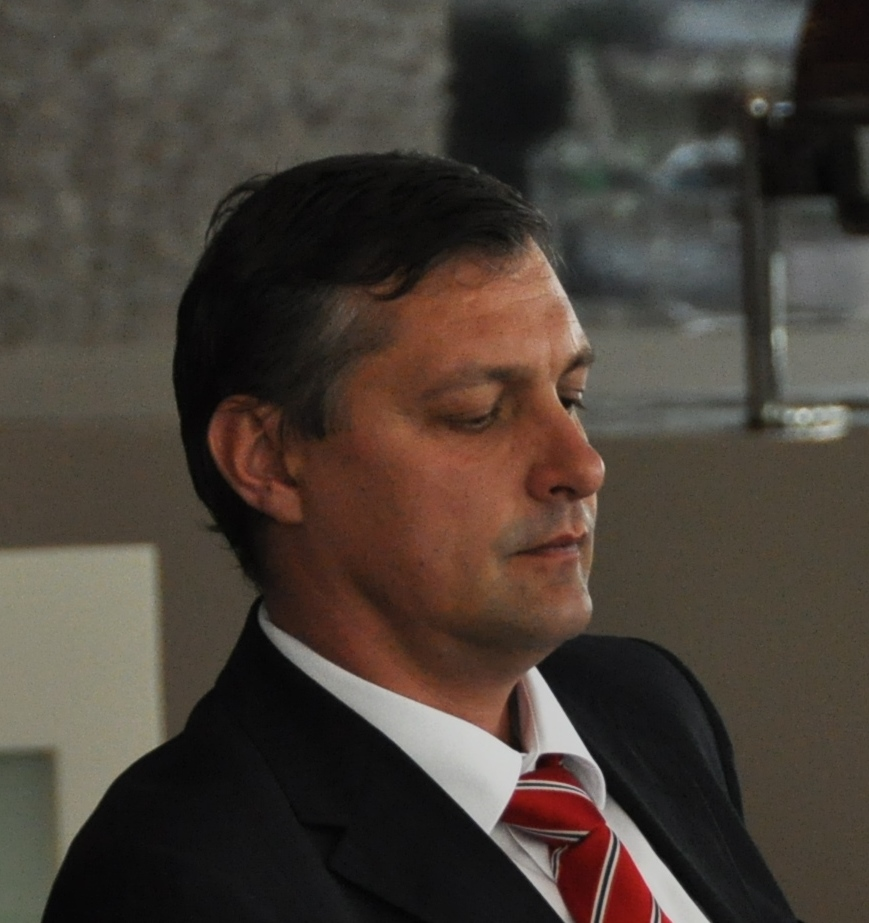
Jozef Regec (2011)

Jozef Regec (* 29. März 1965 in Kežmarok, Východoslovenský kraj) ist ein ehemaliger tschechoslowakischer Radrennfahrer und -trainer sowie tschechischer Politiker. Er gehörte von 2010 bis 2016 dem Senat des Parlaments der Tschechischen Republik an.

## Biographie
Er studierte an der Karls-Universität Prag. Einen ersten internationalen Erfolg hatte er mit einem Etappensieg im Milk Race 1985.
Er war auch Teilnehmer der Friedensfahrt 1986, die am 6. Mai etwa 130 km vom explodierten Reaktor in Tschernobyl (am 26. April 1986) verlief; also 10 Tage später. Er gewann diese erste Etappe. 
Weil er sich Jahre später einer Behandlung gegen Nierenkrebs unterzog, wird ein Zusammenhang mit der Katastrophe von Tschernobyl als möglich gesehen.
Regec, der während seiner Zeit als Amateur für den Verein Dukla Brno startete, gewann 1987 die Jahreswertung für den erfolgreichsten Fahrer des nationalen Radsportverbandes. 1988 nahm er für Tschechien an den Olympischen Spielen in Seoul teil und wurde dort 10. im olympischen Straßenrennen. Zur Saisoneröffnung 1992 gewann er das Rennen Velká Bíteš–Brno–Velká Bíteš. Im Verlauf der Saison holte er einen Etappensieg bei Wien–Rabenstein–Gresten–Wien.
Jozef Regec war Profi 1996 bei der Radsportmannschaft TICO aus Tschechien und 1997 bei der österreichischen Mannschaft Elk Haus. An der FTVS UK Praha erwarb er eine Trainerlizenz. 1999 wurde er zum tschechischen Nationaltrainer berufen. Diese Funktion übte er bis 2004 aus, danach arbeitete er zunächst in Österreich als Radsporttrainer und wurde dann nochmals Nationaltrainer in Tschechien.
Er ist Vizepräsident des tschechischen Radsportverbandes und hat einen Fahrradservice in Černá Hora.
Jozef Regec machte politische Karriere als Mitglied der ČSSD und wurde 2010 als Abgeordneter des Wahlkreises Blansko in den tschechischen Senat gewählt. Außerdem gehört er der Stadtvertretung von Černá Hora an.
Er hat vier Kinder und wohnt in seinem Wahlkreis Blansko.

## Sportliche Erfolge
| Zusammenfassung |        |                                    |                                   |
| Jahr            | Erfolg | Erfolg                             | Rennen                            |
| 1986            | Sieger | 1. Etappe                          | Friedensfahrt                     |
| 1987            | Sieger | Gesamtwertung                      | Košice-Tatry-Košice (Slowakei)    |
| 1988            | 2.     | 2.                                 | Nationalmeisterschaft Tschechien  |
| 1988            | 3.     | 1. Etappe                          | Friedensfahrt                     |
| 1988            | Sieger | 2. Etappe                          | Friedensfahrt                     |
| 1988            | 10.    | 10.                                | Olympische Spiele, Straße         |
| 1989            | 3.     | Gesamtwertung                      | Tour du Loir-et-Cher (Frankreich) |
| 1992            | Sieger | Brno-Velka Bites-Brno (Tschechien) |                                   |
| 1992            | 2.     | 4. Etappe                          | Niederösterreich-Rundfahrt        |
| 1997            | Sieger | Gesamtwertung                      | Tour of Rhodes (Griechenland)     |

## Anmerkung
1. ↑  TICO heißt Toyota Industries Corporation.